# Rhein-Main (Zug)
Rhein-Main war ein Zug der Deutschen Bundesbahn (DB), der ab 1951 eine Fernverbindung in den Tagesrandlagen zwischen Frankfurt am Main und dem Ruhrgebiet herstellte. Ab 1956 verkehrte der Zug von Frankfurt nach Amsterdam und 1957 wurde er zum Trans-Europ-Express (TEE) erhoben. 1972 wurde der TEE Rhein-Main in van Beethoven umbenannt.

## Geschichte

### Fernschnellzug
Der Fernschnellzug verkehrte morgens von Frankfurt (Main) Hauptbahnhof nach Dortmund Hauptbahnhof als F 31 über die linke Rheinstrecke und abends in umgekehrter Richtung als F 32 über die rechte Rheinstrecke. Dabei hielt er statt in Mainz Hauptbahnhof in Wiesbaden Ost. Der Zug fuhr als lokomotivbespannter Wagenzug. Er führte ausschließlich die (alte) 2. Klasse und einen Speisewagen, nach der Klassenreform von 1956 ausschließlich die (neue) 1. Klasse. Den Namen Rhein-Main führte der Zug ab dem Winterfahrplan 1951/52, zeitweise auch den Namen Rhein-Main-Express.
Zum Sommerfahrplan 1952 wurde der Zielbahnhof Dortmund vorübergehend aufgegeben und der Zug verkehrte von Duisburg aus über Emmerich nach Rotterdam Maas. Aber schon ein Jahr später fuhr der Zug wieder nur bis Dortmund. Nun wurden Dieseltriebwagen der Baureihe VT 085 aus dem Bahnbetriebswerk Frankfurt-Griesheim eingesetzt. Zwischen Frankfurt und Koblenz Hauptbahnhof fuhr der Zug zusammengekuppelt mit dem Triebwagen des Montan-Express (Frankfurt–Luxemburg), in der Gegenrichtung verkehrten die Züge allerdings getrennt.
Ab 1956 fuhr der Rhein-Main dann wieder in die Niederlande, nun aber mit dem Endbahnhof Amsterdam Centraal.

### Trans-Europ-Express
Als 1957 in Europa der Verkehr mit Trans-Europ-Express-Zügen (TEE) eröffnet wurde, war der Rhein-Main von Frankfurt nach Amsterdam einer von vier Fernschnellzügen, den die DB zu einem TEE aufwertete. Bis zum 1. Dezember 1957 wurde die Verbindung noch mit einem VT 085 gefahren, anschließend kamen die neuen TEE-Triebwagen der Baureihe VT 115 zum Einsatz. Ab dem Sommerfahrplan 1958 fuhr der Rhein-Main zwischen Frankfurt und Köln vereinigt mit dem TEE Saphir, der nach der Zugteilung in Köln Hauptbahnhof weiter nach Oostende verkehrte. Aufgrund der daraus entstehenden häufigen Verspätungen fuhren beide Züge ab Juni 1959 wieder getrennt.
Mit dem elektrischen Lückenschluss zwischen Oberhausen und Arnheim wurde der TEE Rhein-Main im Frühjahr 1967 auf einen lokbespannten Wagenzug umgestellt. Auf dem deutschen Abschnitt bespannte fortan eine Elektrolokomotive der Baureihe 112 den Zug. Nach einem Lokwechsel im Bahnhof Emmerich kamen auf dem niederländischen Abschnitt die Baureihen 1100 und 1200 der Nederlandse Spoorwegen zum Einsatz. Ab 1970 setzte die Deutsche Bundesbahn auf dem deutschen Abschnitt auch die Baureihe 103 vor dem Zug ein. Der Zug war mit Zugpostfunk (Zugtelefon) ausgestattet und hatte ab 1969 die Rufnummern 211 6914.
Da der Abendzug von Amsterdam nach Frankfurt auf dem letzten Abschnitt im Mittelrheintal nur noch eine geringe Auslastung aufwies, endete der Zug ab dem 26. September 1971 bereits in Bonn Hauptbahnhof. Der Gegenzug verkehrte hingegen weiterhin ab Frankfurt. Zum 27. Mai 1972 erhielt der zuletzt mit den Zugnummern TEE 22/23 verkehrende Rhein-Main den neuen Namen van Beethoven.
Auf Drängen der Bonner Abgeordneten verlängerte die Deutsche Bundesbahn zum Sommerfahrplan 1976 die Abendleistung des TEE van Beethoven von Bonn wieder über Frankfurt hinaus bis nach Nürnberg. Die Fahrgastzahlen auf dem letzten Abschnitt blieben jedoch unter den Erwartungen zurück und der Zug wurde 1978 wieder auf den Laufweg Amsterdam–Frankfurt verkürzt. Am 27. Mai 1979 wurde der TEE van Beethoven zum InterCity herabgestuft.